# Anton Wiedemann (Eishockeyspieler)
Anton „Toni“ Wiedemann (* 30. Dezember 1911 in Füssen; † 6. November 1953 ebenda) war ein deutscher Eishockeyspieler.

## Karriere
Anton Wiedemann spielte auf Vereinsebene für den EV Füssen. Für seine Leistungen wurde er mit der Aufnahme in die Hockey Hall of Fame Deutschland geehrt.

### International
Für die deutsche Eishockeynationalmannschaft nahm Wiedemann an den Olympischen Winterspielen 1936 in Garmisch-Partenkirchen teil.
Wiedemann trat zum 1. Mai 1933 der NSDAP bei (Mitgliedsnummer 3.170.873), in der SS brachte er es mindestens zum Rottenführer.